# Astérix chez les Bretons (film d'animation)
 (janvier 2017).
Si vous disposez d'ouvrages ou d'articles de référence ou si vous connaissez des sites web de qualité traitant du thème abordé ici, merci de compléter l'article en donnant les références utiles à sa vérifiabilité et en les liant à la section « Notes et références ».
Pour la bande dessinée, voir Astérix chez les Bretons.
Série Astérix en animation
Astérix et la Surprise de César
(1985) Astérix et le Coup du menhir
(1989)
Pour plus de détails, voir Fiche technique et Distribution.
Astérix chez les Bretons est un film d'animation franco-danois réalisé par Pino van Lamsweerde, sorti en 1986.
Cinquième adaptation de la bande dessinée franco-belge Astérix en long-métrage d'animation, créée en 1959 par René Goscinny et Albert Uderzo, le film est adapté de l'album homonyme Astérix chez les Bretons, huitième de la série, publié en 1966.

## Synopsis
Jules César lance une expédition pour conquérir la Bretagne : la population locale a du mal à se défendre, elle refuse en effet de combattre après cinq heures de l'après-midi et pendant le week-end ; l'île est donc soumise à la domination romaine, et seul un petit village résiste à l'envahisseur. Son chef, Zebigbos, décide alors d'envoyer son compatriote Jolitorax en Armorique, chez son cousin gaulois Astérix, dont on connaît les exploits contre les Romains. Justement Astérix mais surtout Obélix sont en proie à une grande nostalgie, car il n'y a plus de Romains avec lesquels combattre : ils sont tous partis faire la guerre en Bretagne. Une fois informés de la situation ils décident de partir pour l'île, en emportant avec eux une barrique de potion magique que leur a préparée leur druide Panoramix.

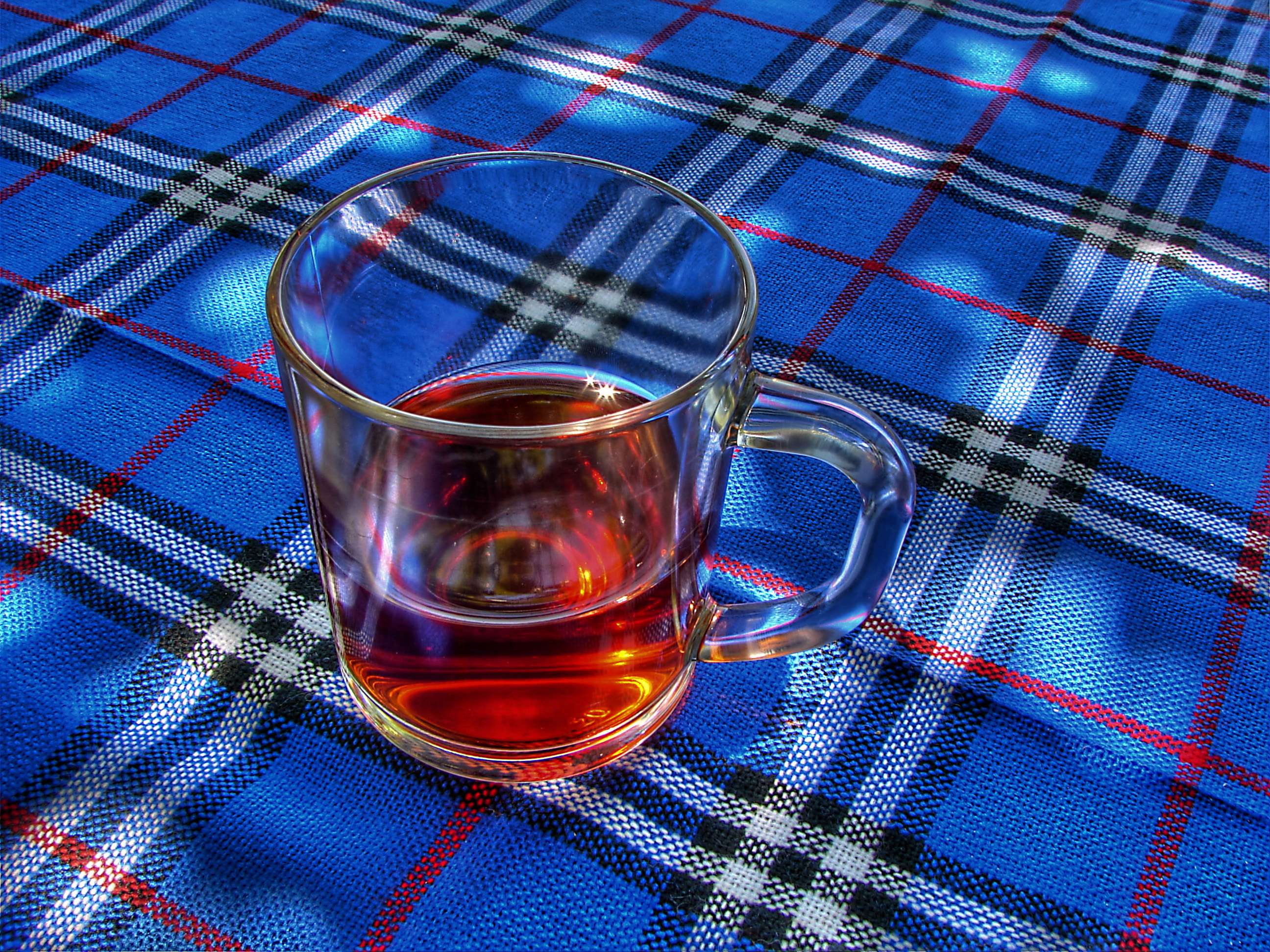
Comme dans l'album, Astérix fait découvrir le thé aux Bretons.

Pendant le voyage ils sauvent des pirates le bateau de Epidemaïs, un commerçant phénicien, qui leur offre un petit sac d'herbes orientales. Arrivés à Londinium (le Londres antique), ils sont plongés dans une série de mésaventures : Obélix s'enivre et se fait enfermer dans la Tour de Londres, pendant que la potion est dérobée par un petit voleur du coin. Après avoir appris d'une bretonne, l'emprisonnement d'Obélix et de Gaulix, un Gaulois installé à Londinium et qui a aidé nos héros, Astérix et Jolitorax partent les délivrer à la Tour de Londinium. Grâce à l'aide du fidèle petit chien Idéfix, ils réussissent à retrouver la barrique. Les Romains sont cependant sur leurs traces : après une série de vaines tentatives, les légions de César réussissent finalement à détruire la barrique dont le contenu tombe dans la Tamise . Les deux Gaulois décident malgré tout d'improviser un substitut de potion magique : Astérix mélange les feuilles que lui a offertes le commerçant phénicien avec de l'eau chaude, boisson déjà fort appréciée. Les hommes du village se sentent revigorés, et réussissent à écraser les troupes romaines : une fois qu'ils apprennent la vérité, ils décident d'adopter cette potion comme boisson nationale. Par la suite, de retour au village, Panoramix leur révèle que ces feuilles ne sont pas autre chose que du thé.

## Fiche technique
- Titre : Astérix chez les Bretons
- Titre international : Asterix in Britain
- Réalisation : Pino van Lamsweerde
- Scénario : Pierre Tchernia, d'après la bande dessinée de René Goscinny et Albert Uderzo (1966)
- Décors : Michel Guerin
- Animation : Keith Ingham et Éric Bergeron
- Photographie : Philippe Lainé
- Montage : Robert et Monique Isnardon
- Musique : Vladimir Cosma
  - Chanson du générique : The Look Out Is Out par Cook da Books
- Production : Yannick Piel (Producteur délégué), Philippe Grimond (Directeur de production)
- Sociétés de production : Gaumont International, Dargaud Films (France), Gutenberghus (Danemark)
- Sociétés de distribution : Gaumont International (France), Egmont Film (Danemark)
- Pays d'origine :  France,  Danemark
- Langue originale : français
- Genre : animation
- Durée : 79 minutes
- Format : Couleurs (Eastmancolor) - 1,66:1 - 35 mm - son stéréo
- Dates de sortie[1] :
  - France : 3 décembre 1986
  - Québec : 21 février 1987[2]
  - Danemark : 14 octobre 1988[3]

## Distribution

### Voix originales
- Roger Carel : Astérix, Idéfix et un légionnaire
- Pierre Tornade : Obélix
- Graham Bushnell : Jolitorax
- Pierre Mondy : le décurion Cétinlapsus
- Maurice Risch : Châteaupétrus
- Roger Lumont : le centurion Stratocumulus
- Nicolas Silberg : le général Motus
- Albert Augier : Epidemaïs, le marchand phénicien
- Paul Bisciglia : voix additionnelles
- Bertie Cortez : voix additionnelles
- Gérard Croce : Facederax, le voleur de vin
- Alain Doutey : Bidax, vendeur de vins
- Michel Elias : le marin phénicien et un légionnaire
- Michel Gatineau : Cétautomatix et le capitaine Barbe-Rouge
- Henri Labussière : Panoramix
- Ian Marshall : voix additionnelles
- Judy Martinez : voix additionnelles
- Edward Marcus : voix additionnelles
- Martine Messager : les anglaises
- Pierre Mirat : aubergiste "la gauloise amphore" et Olive Escartefix alias Gaulix
- Joseph Ny'Ambi : Baba, la vigie des pirates
- Henri Poirier : Abraracourcix
- Lawrence Riesner : voix additionnelles
- Serge Sauvion : Jules César
- Christopher Wells : voix additionnelles
- Georges Atlas : le anglais chef Zebigbos et Ipipourax
- Yves Barsacq : Ordralfabétix
- Évelyne Grandjean : Bonemine

Studio d'enregistrement : S.T.A.R.T.
Directeur artistique : Michel Gatineau et Gilbert Crozet (conseiller)
Dialogues : Pierre Tchernia
Enregistrement : Thierry Lebon et Jacques Thomas-Gérard
Mixage : Jacques Thomas-Gérard
Montage : Monique Isnardon, Robert Isnardon et Annie Yonet
Sources : Planète Jeunesse, Allodoublage, Doublanim’, RS Doublage, Allociné et sur le site officiel Astérix.com

### Voix danoises
- Ove Sprogøe : Astérix[10]
- Torben Peter Hundahl : Jolitorax
- Esper Hagen : le général Motus
- Michelle Bjørn-Andersen : Bonemine
- Nis Bank-Mikkelsen : Obélix et Jules César
- Henrik Koefoed : Abraracourcix
- Søren Østergaard : Panoramix

## Box-office
Le film totalise 1 724 770 entrées en France, mais il n'échappe pas à la concurrence de Basil, détective privé des studios Disney, sorti en France la semaine précédente totalisant 2 276 808 entrées.

## Autour du film
- La chanson d'ouverture The Lookout Is Out (chantée par le groupe Cook da Books) est simplement une version anglaise de la chanson d'ouverture Astérix est là (interprété par Plastic Bertrand) du précédent volet, Astérix et la Surprise de César (1985). Le groupe avait déjà travaillé avec Vladimir Cosma sur la chanson Your Eyes pour La Boum 2 (1982) et la version anglaise du générique du dessin animé Les Mondes engloutis.
- Une grande partie de la bande originale est extraite de partitions composées par Vladimir Cosma pour le long métrage précédent, Astérix et la Surprise de César (1985), et L'Aile ou la Cuisse (1976). Par exemple, la musique de la scène où Obélix est enfermé dans la « Tour de Londinium » est reprise du morceau Île Flottante de L'Aile ou la Cuisse. Le thème musical de la scène de combat est quant à lui intitulé Thème des mousquetaires, il est l'œuvre de Vladimir Cosma et est déjà présent dans le film Vous n'aurez pas l'Alsace et la Lorraine, film de 1977 réalisé par Coluche.
- Certains passages de la bagarre d'Astérix et Obélix contre les romains sur leur navire, sont tirés de l'attaque des gaulois sur le camp romain dans Astérix et la Surprise de César.
- Comme dans les albums, le film comporte des anachronismes volontaires :
  - dans la scène où les héros arrivent sur la terre bretonne après avoir traversé la Manche, Obélix dit « Mon petit chien, il n'aime pas la pluie, il faudrait faire un tunnel sous la Manche » et Astérix répond « Ah, ça, Obélix, c'est une idée à creuser ! (rires) "à creuser" ! (rires) » Les travaux du « vrai » tunnel sous la Manche commencent un an après la sortie du film, en décembre 1987 ;
  - quelques monuments les plus connus de Londres apparaissent dans le film alors qu'ils ont été édifiés aux XVIIIe et XIXe siècles : Big Ben, le Tower Bridge et Buckingham Palace. Quant à la tour de Londinium qui date de 1066, elle est représentée sous la forme d'une simple tour, alors que c'est en réalité une forteresse ;
  - certains bruitages comme des mitrailleuses, un gyrophare d'ambulance ou des feux d'artifice se font entendre, inconnus durant l'Antiquité.
- Le personnage du général Motus ressemble sur le plan physique au centurion Caius Faipalgugus de l'album Le Devin (personnage qu'on retrouve également dans le volet suivant, Astérix et le Coup du menhir).
- Quand Olive Escartefix montre sa réserve de nourriture gauloise, il mentionne les villes de Nice, Lugdunum et Cambrai. Or, il aurait fallu dire Nicae, Lugdunum et Camaracum, villes d'ailleurs visitées dans l'album Le Tour de Gaule d'Astérix.
- Obélix, dans un état d'ébriété, chante « Ils ont des tonneaux ronds, vive la Bretagne », clin d’œil à la chanson Vive la Bretagne.
- Le film comprend plusieurs références au Jour le plus long (1962) :
  - lorsque Jolitorax frappe chez Gaulix pour cacher Astérix, Obélix et le tonneau de potion magique, les quatre coups sont les quatre premières notes de la Cinquième symphonie de Beethoven à la timbale utilisés pour ouvrir l'émission radio diffusée par la BBC pendant la Seconde Guerre mondiale et destinée à la Résistance intérieure française, Les Français parlent aux Français ; le mot de passe qu'il donne (« Les Bretons parlent aux Bretons ») y fait également référence ;
  - durant la scène où les catapultes sont enclenchées par accident, on entend la musique du film ;
  - Lors d'une scène où les héros arrivent en Bretagne et où Jolitorax dit « Je vous emmène dans une auberge, où vous pourrez prendre votre premier Breton repas. » on peut apercevoir Stonehenge en arrière plan.
  - à l'approche des côtes bretonnes, César dit : « Pour eux comme pour nous, ce sera le jour le plus long » ;
  - les troupes romaines débarquent sur la plage bretonne dans des barges et montent à l'assaut des falaises en utilisant des grappins propulsés comme dans le film.
- Durant l'accident du déclenchement des catapultes, César prononce sa célèbre devise  « je suis venu, j'ai vu, j'ai vaincu »(Veni, vidi, vici), transformée dans le contexte en « je suis venu, j'ai vu et je n'en crois pas mes yeux ». On retrouve cette même citation déformée « veni, vidi et je n'en crois pas mes yeux » dans l'album Astérix Gladiateur, lorsqu'Assurancetourix, condamné à être dévoré par les lions du cirque, fait fuir ces derniers en chantant.
- Dans le film, l'apparence du personnage le petit barbu est différente le personnage entier a été transformé en roux. Son apparition est également montrée dans le film Astérix et les Indiens.

### Différences entre l'album et le film
- Dans l'album original, Astérix trouve le thé chez Panoramix avant son départ, et ne croise pas Épidemaïs. Celui-ci n'apparaît que dans deux albums : Astérix Gladiateur et L'Odyssée d'Astérix.
- Dans l'album original, l'auberge La Gauloise Amphore est tenue par un Breton nommé Relax. Dans le film, son propriétaire est un Gaulois (de Massilia), Olive Escartefix, que tous les Bretons surnomment « Gaulix ». Il s'agit là d'un hommage au personnage de Félix Escartefigue, tiré de la Trilogie marseillaise de Marcel Pagnol. Lorsque les Romains confisquent la totalité de la cave de Gaulix, celui-ci s'exclame d'ailleurs à deux reprises : « Tu me fends le cœur ! », réplique tirée de Marius (la célèbre partie de cartes).
- Le cousin de Relax dans la bande dessinée, Surtax, est également absent.
- Dans l'album original, Obélix confie Idéfix à Panoramix, contrairement au film où il l'emmène avec lui en Bretagne.
- Le joueur de calebasse Ipipourax dans l'album devient Ipipipourax dans le film.
- Ordralfabétix apparaît dans le film. Dans la bande dessinée, il n'apparaît qu'à partir d'Astérix en Hispanie, album ultérieur à Astérix chez les Bretons.

### Documentaire
- Astérix et les Bretons, de la BD au film, documentaire de Philippe Durant, 2005, supplément des éditions vidéo [voir en ligne].